# Вайсензе (Тюрингия)
Вайсензе (нем. Weißensee) — город в Германии, в земле Тюрингия.
Входит в состав района Зёммерда. Население составляет 3471 человек (на 31 декабря 2010 года). Занимает площадь 46,55 км². Официальный код — 16 0 68 058.

## Фотографии
- Замок Руннебург